# Светско првенство у снукеру 2025.
Светско првенство у снукеру 2025. године (из спонзорских разлога познато и као Хало Светско првенство у снукеру 2025. године) је професионални турнир у снукеру који је одржан од 19. априла до 5. маја 2025. године у шефилдском позоришту Крусибл. Квалификације за овај догађај игране су од 7. до 16. априла у Енглеском институту за спорт у Шефилду. Светско првенство је 18. и последњи рангирајући турнир у сезони 2024-25 и организовано је од стране Светске снукер асоцијације уз спонзорство агенције за услуге Хало (енгл. Halo Service Solutions).
Кајрен Вилсон је бранилац титуле. Он је по први пут у својој каријери, победом над Велшанином Џеком Џоунсом резултатом 18-14, постао 28. различити светски шампион у снукеру. Својом победом, Вилсон је активирао проклетство Крусибла другу годину заредом по први пут од 2015. године. Поразом у првом колу од Леја Пеифана, Вилсон је постао 20. жртва проклетства Крусибла. Титулу је освојио Жао Синтонг. Он је у финалу против Марка Вилијамса славио резултатом 18-12 и постао тек трећи квалификант ком је пошло за руком да освоји светски шампионат у Шефилду. Такође, он је први аматер, први Азијат, први Кинез и тек трећи неевропљанин који је дошао до титуле светског шампиона.
Рони О'Саливен је покушао да освоји своје осмо светско првенство и тако обори рекорд који дели са Стивеном Хендријем, али је поражем у полуфиналу од Жаа Синтонга резулататом 17-7.

## Позадина
Светско првенство у снукеру се одржава по 49. пут заредом у Крусибл театру. Шкотланђанин Стивен Хендри и Енглез Рони О'Саливен су најуспешнији такмичари у модерној историји снукера. Хендри је уједно најмлађи, а О'Саливен други најмлађи и најстарији такмичар који је подигао трофеј намењен светском шампиону.
Кајрен Вилсон је бранилац титуле. Овогодишње издање означава 40. годишњицу легендарног окршаја између Стива Дејвиса и Дениса Тејлора у финалу светског првенства 1985. Тејлор је тада славио победом на последњој црној кугли на столу резултатом 18-17 у мечу који се сматра за један од најбољих икада одиграних.

### Проклетство Крусибла
Проклетство Крусибла (енгл. Crucible Curse) је феномен који се односи на браниоце прве титуле светског шампиона. Својом првом титулом светског шампиона, Вилсон је активирао проклетство Крусибл театра у овогодишњем издању шампионата. До сада ниједан играч није одбранио своју прву титулу освојену у Крусибл театру. Најближи циљу били су Џо Џонсон (1987) и Кен Дохерти (1998) који су губили у финалу од Стива Дејвиса, односно Џона Хигинса. Последња жртва проклетства био је Лука Бресел претходне године када је у првом колу поражен од стране Дејвида Гилберта.

### Формат
Жреб се састоји од 32 играча, од чега је 16 играча унапред распоређено према пласману на светској ранг листи уз изузетак да је бранилац титуле први носилац у жребу. Осталих 16 играча долази из квалификација које се играју непосредно пред почетак турнира и трају четири рунде. Сви мечеви квалификација као и мечеви првог кола турнира играју се до 10 партија кроз две сесије. Мечеви друге рунде и четвртфинала играју се до 13 партија кроз три сесије, полуфинале до 17, а финале до 18 партија кроз четири сесије.

### Наградни фонд
Победник турнира осваја 500.000 енглеских фунти из укупног фонда од 2.395.000 фунти. Награда за највећи брејк на турниру износи 15.000 фунти.

## Ток такмичења

### Квалификације
Квалификације за главни турнир виделе су бројне занимљиве мечеве.
Жао Синтонг се вратио снукеру после суспензије за намештање мечева од 20 месеци и успео је да се пробије кроз четири кола квалификација до главног жреба. Марко Фу остварио је седмо чишћење 16 црвених кугли у мечу са Беном Мертенсом након што је у брејк ушао из фри-бол ситуације. Доминик Дејл и Џо Пери завршили су своје професионалне каријере поразима у трећој рунди квалификација.
Џексон Пејџ је постао први играч икада са два максимална брејка у једном мечу. Он је у победи над Аланом Тејлором два пута нанизао 147 поена. Пејџ је освојио награду од 147.000 фунти намењену играчу који направи два максимума на турнирима Троструке круне у истој сезони.
Популарни дан одлуке игран је 15. и 16. априла и означио је четврто коло квалификација. Данијел Велс, Леи Пеифан и Зек Шурети су изборили свој деби у Крусибл театру. Поред њих, остали квалификанти су: Жао Синтонг, Крис Вејклин, Фан Женгју, Али Картер, Хосеин Вафеј, Ву Јизе, Рајан Деј, Жу Јуелон, Панг Јушу, Дејвид Гилберт, Бен Вуластон, Џо О'Конор и Метју Селт. Чак десеторица кинеских такмичара квалификовало се за завршни турнир, срушивши претходни рекорд од шест такмичара из Кине.

### Главни догађај

#### Прво коло
Жреб је одржан 17. априла 2025. године. Мечеви првог кола играни су од 19. до 24. априла у формату од све сесије, до 10 партија. Кајрен Вилсон је у одбрану титуле кренуо мечом против Леја Пеифана. Након бољег старта Кинеза и вођства од 2-0, Вилсон је добио наредних 6 партија и потпуно преокренуо резултат. На паузу у сесији отишло се при резултату 6-3 за браниоца титуле. Одговорио је Пеифан у другој сесији серијом 6-0 и довео се пред победу резултатом 9-6. Вилсон је успео да поврати своју игру и извори одлучујући фрејм, али је на крају поражен. Пеифан је овако постао први играч који је савладао браниоца титуле на свом дебију у Крусиблу још од Стјуарта Бингама који је 2000. године победио Стивена Хендрија. Жао Гудонг славио је против Метјуа Селта резултатом 10-4. Након победе изјавио је да неће превише да размишља о наредној рунди и да ће покушати да ужива у игри.
На 27. учешћу на светском првенству, Марк Вилијамс, отворио је меч против Јизеа са 3-0, али је Кинез у наредне четири партије нанизао укупно 466 поена без одговора - само је Џон Хигинс 2000. године остварио више поена без одговора ривала у историји светских првенстава. Ипак, Вилијамс је до краја сесије успео да поведе са 5-4. Коначан резултат био је 10-7 за искусног Велшанина који је недавно прославио свој 50. рођендан. Светски шампион из 2010. године Нил Робертсон нашао се у великом заостатку пред другу сесију дуела са Крисом Вејклином: Енглез је водио резултатом 7-2. Узастопних пет партија вратиле се резултатски баланс, изједначио је Робертсон и на 8-8, али недовољно за потпуни преокрет. Своју прву победу на светским првенствима Вејклин је обезбедио резултатом 10-8. Бари Хокинс и Хосеин Вафеј одиграли су изузетно неизвестан дуел. Након вођства од 5-4 након прве сесије, Хокинс је наставио са резултатском предношћу током читаве друге сесије, али је Вафеј великим брејковима успевао да остане тик иза Енглеза све до резултата 9-9 када је по први пут, али и коначно повео у мечу. Вафеј је био за снукераше некарактеристично гласан током одлучујуће партије да би у разговору са новинарима рекао да једноставно није могао да издржи притисак. Квалификант Жао Синтонг направио је брејк од 142 и шест брејкова већих од 50 у победи над прошлогодишњим финалистом, Џеком Џоунсом.
Марк Ален је пред почетак турнира изјавио да ће инспирацију за 19. поход на своју прву титулу светског шампиона покушати да пронађе у свом сународнику Рорију Мекилроју, који је недавно комплетирао Грен слем у голфу првом титулом на свом 16. Мастерсу. Споро отварање коштало га је резултатског заостатка од три партије у једном тренутку, али је успео да се врати на прави колосек и на паузу оде са минималном предношћу од 5-4. У другој сесији Северноирац је препустио само једну партију ривалу и славио са убедљивих 10-5. У мечу између Џона Хигинса и Џоа О'Конора виђен је покушај Енглеза да направи максимални брејк у 7. партији, али је промашио 13. црвену куглу користећи паука. Након вођства О'Конора од 5-4 Хигинс је заиграо смиреније славио резултатом 10-7. Шкотланђанин је по победи изјавио да је емотивно исцрпљен услед срчаног удара свог таста, али да је смогао снаге да савлада одличног ривала.
Вицешампион из 2016. Динг Жунвеј сусрео се са дебитантом Зеком Шуретијем. Динг је повео са 4-0, али је Енглез одговорио са 3 од наредних 5 партија и смањио заостатак пред крај сесије. Ипак, то није било довољно за већу резултатску неизвесност и искусни Кинез славио је са 10-7. Шурети ипак није разочарао наступом на дебију будући да је срушио рекорд по броју троцифрених брејкова новајлија на светском првенству: направио их је четири. Низ од чак пет узастопних пораза на рангирајућим турнирима прекинуо је Си Ђахуј у мечу са Дејвидом Гилбертом. Кинез је славио резултатом 10-6.
Седмоструки светски шампион, Рони О'Саливен заиграо је своје 33. узастопно светско првенство и вратио се на светску сцену по први пут од Првенства Уједињеног Краљевства које је играно у новембру 2024. године. Жреб га је спојио у дерби првог кола против старог ривала Алистера Картера. Овај дуел пропраћен је додатном пажњом услед тешких речи које су претходних сезона двојица Енглеза разменили. О'Саливен је након прве сесије водио са 5-4, док је у другој освојио уводних пет партија и тако прошао у друго коло. Шон Марфи је славио против дебитанта Данијела Велса резултатом 10-4. Жанг Анда је водио против сународника Панга Јушуа са 7-5, али је поражен уз пет узастопно изгубљених партија. Жанг је тако наставио неславни низ пораза у првим колима светског првенства петим узастопним поразом.
Светски шампион из 2019. Џад Трамп сусрео се са Жу Јуелонгом. Славио је резултатом 10-4 уз чак пет троцифрених брејкова и тако постао тек четврти играч икада коме је то пошло за руком. Лука Бресел, шампион из 2023. године, поразио је Рајана Деја резултатом 10-7 у мечу који је обиловао резултатским преокретима. Четвороструки светски шампион, Марк Селби, елиминисан је другу годину заредом у првој рунди светског првенства. Од њега је био бољи Бен Вуластон резултатом 10-8. Вуластон је након меча изјавио да му је ово највећа победа у каријери, док је Селби свој перформанс назвао јадним од почетка до краја.
Укупно шест носилаца елиминисано је на старту турнира: Хокинс, Џоунс, Робертсон, Селби, Анда и бранилац титуле, Кајрен Вилсон. Постављен је нови рекорд по броју направљених троцифрених брејкова у првој рунди чак 55.

#### Друго коло
Мечеви другог кола играни су од 24. до 28. априла у формату до 13 партија кроз три сесије.
Крис Вејклин је стекао предност од четири партије против Марка Алена након прве сесије да би предност драстично увећао почетком друге и повео са 10-2. Након седам узастопно изгубљених партија Ален је направио брејк од 147 поена, 15. у историји светских првенстава, а пети у својој каријери. Он је постао 11. играч који је направио максимални брејк у Крусибл театру и први играч који је нанизао 147 поена на свим турнирима Троструке круне. Ипак, великог резултатском преокрета није било јер је Вејклин меч привео крају убедљивом победом од 13-6. Хигинс и Гудонг одиграли су изузетно неизвестан меч у ком је Шкот славио у одлучујућем фрејму. Након 4-4 и 8-8, Хигинс је повео са 10-9, али је изгубио 20. партију након 63 минута игре дефанзивном грешком на браон кугли. Хигинс је потом повео 11-10 одигравши свој 2000. фрејм на светским првенствима и након тога увећао предност на 12-10. Жао је одговорио једном партијом, али је меч прекинут због дужине трајања сесије. По повратку за сто касно увече, Жао је изборио одлучујућу партију коју је добио Хигинс. Ово је био девети одлучујући фрејм који је Хигинс добио на светским првенствима од укупно десет одиграних. Марк Вилијамс је стекао предност над Вафејем од 7-4, потом и 9-6, а затим и 11-8. Ипак, Иранац је стигао до 11-10 и најавио потенцијални повратак до ког није дошло. Искусни Велшанин славио је са 13-10.
Рони О'Саливен је повео са 6-2 против Панга након прве сесије. Панг је смањио заостатак на две партије, али је О'Саливен брејковима од 79, 80, 105, 135 и 62 нанизао шест узастопних партија и повео 12-4 да би у последњој сесији меча одиграли само један фрејм. Упитан да прокоментарише своју игру, О'Саливен је изјавио да је тренутно 2 од 10 и да мора заиграти боље. Бресел је након првог кола отпутовао за Белгију и вратио се на меч са Дингом 25 минута пред излазак за сто. То никако није пореметило Белгијанца који је након изгубљене прве добио све остале партије прве сесије. На том путу Бресел је нанизао 6 брејкова већих од 50 поена, од чега два троцифрена брејка. Стив Дејвис је у коментару за ББЦ изјавио да је сесија коју је одиграо Бресел најбоља коју је видео у Крусибл театру. Бресел је повео са 11-1, али је Динг успео да уз последње три партије избори трећу сесију само да би изгубио резултатом 13-4. Леј Пеифан и Жао Синтонг одиграли су меч у ком је Жао имао предност од самог почетка. При резултату 12-7, Леј је везао три партије, али је то било све што је успео јер је Жао славио са 13-10.
Џад Трамп је изгубио прве две партије од Марфија, али је стекао предност на крају сесије од 5-3. При резултату 7-6, Трамп је направио два узастопна троцифрена брејка од чега је други био његов 100. у сезони. Ово је био други пут да је Трамп нанизао стотину троцифрених брејкова у сезони, а трећи пут да је то икада виђено на професионалном нивоу. Трамп је за овај успех, уз овације публике и честитке противника, добио награду од 100.000 фунти. Резултатску предност Трамп је увећавао све до 12-6 кад Марфи везује четири партије пре Трампове победе од 13-10. "Осећам веће самопоуздање ове године, ударам кугле много боље. Изгледа да више верујем у себе и да сам смиренији.", истакао је Џад након победе. Си је повео против Вуластона резултатом 5-3 и имао предност од 8-7, али је Вејклин изједначио на 9-9, а потом и на 10-10. Си је ипак успео да слави резултатом 13-10.

##### Четвртфинале
Четвртфинални мечеви играни су 29. и 30. априла у формату до 13 партија кроз три сесије.
Вилијамс и Хигинс, троструки и четвороструки светски шампиони, одиграли су меч за памћење. Хигинс је сјајно отворио меч и повео са 5-1, али је ипак на паузу отишао са минималном предношћу након осам одиграних фрејмова. Вилијамс је наставио у бољем ритму и изједначио на 8-8 пред последњу сесију у којој, мимо свих очекивања, добија прва четири фрејма и на последњу паузу у мечу одлази са виталном предношћу од 12-8. Хигинс одговара брејковима од 93, 114 и 67 за своје четири узастопне партије и одлази се у одлучујући фрејм. Уз 13 поена предности и 18 на столу, Хигинс промашује меч куглу што Вилијамс користи и низом од 18 поена бележи пету победу у последњих шест окршаја са Хигинсом на светским првенствима. Ово је први одлучујући фрејм који Хигинс губи у Крусибл театру још од 1996. године. "Невероватна игра, невероватан крај", изјавио је Вилијамс. Хигинс је очекивано био разочаран, али је атмосферу у којој је дуел игран назвао разлогом зашто игра снукер.
О'Саливен је повео против Сија са 6-2 у свом 23. четвртфиналу светских првенстава и предност од четири партије одржао до 10-6 када Си добија три од четири игране и смањује на 11-9. Ипак, О'Саливен слави резултатом 13-9 за своје ново полуфинале. Славни Енглез изјавио је да је имао среће што га је Си пустио да умакне из незгодне ситуације. Жао Синтонг је приказао феноменалну игру против Криса Вејклина и славио са 13-5. "Дошао сам довде и мислим да постоје шансе да одем још даље", изјавио је Кинез у разговору са новинарима након меча.
Меч најављиван као судар изузетних поентера Џад Трамп је отворио боље и повео са 5-1, али је Бресел одговорио са шест узастопних партија: две до краја сесије и прве четири игране у другој. Трамп је изједначио на 7-7, потом и на 8-8. У последњој сесији, Трамп је добио све игране партије и славио са 13-8. У току последње сесије нанизао је 115 и 116 поена што су били 103. и 104. троцифрени брејк у сезони за Џада Трампа - тако оборивши рекорд Нила Робертсона из 2014. године од 103 троцифрена брејка у сезони. Бресел је поразом са 7. пао на 38. место на светској ранг листи, а након меча изјавио је да би му шансе биле веће против било кога другог, али Трамп је заиста други ниво игре.

#### Полуфинале
Полуфинални дуели играни су од 1. до 3. маја до 17 добијених партија кроз четири сесије. Рони О'Саливен је наступио у свом 14. полуфиналу, тако оборивши сопствени рекорд. Жао Синтонг је тек трећи Кинез у полуфиналу светског првенства, Након Динга и Сија. Меч је боље отворио Синтонг и повео са 2-0, али је О'Саливен преокренуо на 3-2, потом и на 4-3, али су на паузу отишли поравнати. Пред другу сесију О'Саливен је на штапу заменио титанијумску капицу на врху штапа месинганом заједно са врхом штапа. Овај потез скупо је коштао Енглеза који је изгубио свих осам одиграних партија по први пут од 2006. године и меча са Грејемом Дотом. О'Саливен је у трећој сесији узео два уводна фрејма, али је Синтонг био бољи у пет од шест одиграних и славио уз одиграну сесију мање резултатом 17-7. "Осећао сам се опуштено и уживао сам што је резултовало прилично добром игром", изјавио је Синтонг након победе. О'Саливен је рекао да осећа као да није пружио отпор што је мало разочаравајуће, али и додао да је Жао заслужио победу јер цео турнир игра бриљантно.
Осмо полуфинале у каријери Марк Вилијамс заиграо је након свог 50. рођендана и тако постао најстарији полуфиналиста још од Реја Рирдона 1985. године. Прва сесија обиловала је грешкама са обе стране, али је Трамп изненађујуће дошао до предности од 5-3 само да би исту увећао на 7-3 по повратку за сто. Уследила је серија Вилијамса и до краја сесије резултат је био 8-8. Трамп је повео са 10-9, али је Вилијамс преокренуо на 13-11 пред последњу сесију. Велшанин се резултатски одвојио већ на почетку последње сесије и повео са 16-12, Трамп је смањио са две узастопне партије од којих је друга био троцифрени брејк од 116 поена: његов 14. на турниру и 107. у сезони. Вилијамс је узвратио брејком од 123 поена и славио са 17-14. "Играо сам добро целог турнира ... и морам бити поносан на себе јер нема много играча који могу да победе Џада у овако дугом мечу", рекао је Вилијамс. Трамп је изјавио да је Вилијамс заслужио победу и додао да му је понестало гаса у дуелу иако је дао све од себе. Џад Трамп је завршио сезону са укупно 1.680.600 фунти што је нови рекорд.

#### Финале
Финални меч игран је 4. и 5. маја до 18 добијених партија кроз четири сесије игре. Судија финала по први пут у својој каријери била је Десислава Божилова. Она је тако постала тек друга жена арбитар финалног меча светског првенства, прва након Шкотланђанке Михаеле Таб која је финале судила у два наврата: 2009. и 2012. Божилова је постала прва судија у свим финалним мечевима турнира Троструке круне.
Марк Вилијамс је постао најстарији учесник финала светског првенства икада у свом петом финалном окршају: претходно је славио три пута (2000, 2003. и 2018. године) уз један пораз (1999). Жао Синтонг је постао тек други Кинез у финалу светског првенства након што је Динг Жунвеј изгубио од Марка Селбија финални меч 2016. године. По први пут у финалу светског првенства састала су се двојица леворуких играча.
Меч је почео далеко боље за Синтонга. Од уводних осам освојио је чак седам партија и поставио Вилијамсу у врло неповољан положај. Велшанин је успео да освоји пет од одиграних девет партија друге сесије и смањи заостатак на 11-6 до краја првог дана игре. Статистика је пружила увид да се ниједан играч није вратио из дефицита од пет или више партија заостатка након првог дана игре. Прве две партије треће сесије отишле су на равне части, али је Жао добио пет од наредних шест и дошао на корак од прве титуле светског шампиона пред последњи део игре. Вилијамс је последњу сесију отворио одличном игром, на старту је нанизао 101, свој први троцифрени брејк у мечу након грешке Жаа на црвеној кугли. Везао је још три партије и смањио заостатак на 17-12 пред последњу паузу у мечу. Жао је у 30. партији нанизао 87 и постао светски шампион по први пут у својој каријери. Жао је титулом постао први Кинез, али и први Азијат светски шампион у снукеру. Он је четврти играч који је до титуле дошао из квалификација, 24. различити светски шампион и трећи узастопни нови победник. Жао је први аматер који је икада стигао до трофеја светског шампиона, а овом победом обезбедио је себи 11. место на светској ранг листи на почетку идуће сезоне. "Знао сам да ће се Марк брзо вратити ако будем машио. Морао сам да будем концентрисан и опрезан, у последњој партији желео сам да очистим сто, тек онда сам био веома срећан. Када смо се руковали био сам на ивици суза. Ово је изузетно добро за снукер у Кини и срећан сам што сам урадио то за људе тамо.", изјавио је Жао Синтонг. Наводећи да је изгубио од новог светског суперстара, Вилијамс је додао: "Нажалост нисам био у финалу од првог дана. Био сам у заостатку од самог старта и нисам успео да се вратим у меч.". Својом првом титулом светског шампиона, Жао Синтонг активирао је проклетство Крусибла трећу годину заредом.

## Жреб
Жреб за турнир је приказан испод. Подебљани такмичари су победници мечева.
|  | Прво коло           | Прво коло           |                     |    | Друго коло        | Друго коло        |  |  | Четвртфинале      | Четвртфинале      |  |  | Полуфинале        | Полуфинале        |  |
|  | бољи у 19 партија   | бољи у 19 партија   |                     |    | бољи у 25 партија | бољи у 25 партија |  |  | бољи у 25 партија | бољи у 25 партија |  |  | бољи у 33 партије | бољи у 33 партије |  |
|  |                     |                     |                     |    |                   |                   |  |  |                   |                   |  |  |                   |                   |  |
|  | 19. април           |                     |                     |    |                   |                   |  |  |                   |                   |  |  |                   |                   |  |
|  |                     |                     |                     |    |                   |                   |  |  |                   |                   |  |  |                   |                   |  |
|  | Кајрен Вилсон (1)   | 9                   |                     |    |                   |                   |  |  |                   |                   |  |  |                   |                   |  |
|  | Кајрен Вилсон (1)   | 9                   | 25, 26. и 27. април |    |                   |                   |  |  |                   |                   |  |  |                   |                   |  |
|  | Леј Пеифан (39)     | 10                  |                     |    |                   |                   |  |  |                   |                   |  |  |                   |                   |  |
|  | Леј Пеифан (39)     | 10                  | Леј Пеифан (39)     | 10 |                   |                   |  |  |                   |                   |  |  |                   |                   |  |
|  | 20. и 21. април     |                     | Леј Пеифан (39)     | 10 |                   |                   |  |  |                   |                   |  |  |                   |                   |  |
|  |                     | Жао Синтонг (а)     | 13                  |    |                   |                   |  |  |                   |                   |  |  |                   |                   |  |
|  | Џек Џоунс (16)      | Жао Синтонг (а)     | 13                  | 4  |                   |                   |  |  |                   |                   |  |  |                   |                   |  |
|  | Џек Џоунс (16)      |                     | 29. и 30. април     | 4  |                   |                   |  |  |                   |                   |  |  |                   |                   |  |
|  | Жао Синтонг (а)     | 10                  |                     |    |                   |                   |  |  |                   |                   |  |  |                   |                   |  |
|  | Жао Синтонг (а)     | 10                  | Жао Синтонг (а)     | 13 |                   |                   |  |  |                   |                   |  |  |                   |                   |  |
|  | 19. и 20. април     |                     | Жао Синтонг (а)     | 13 |                   |                   |  |  |                   |                   |  |  |                   |                   |  |
|  |                     | Крис Вејклин (20)   | 5                   |    |                   |                   |  |  |                   |                   |  |  |                   |                   |  |
|  | Нил Робертсон (9)   | Крис Вејклин (20)   | 5                   | 8  |                   |                   |  |  |                   |                   |  |  |                   |                   |  |
|  | Нил Робертсон (9)   | 24. и 25. април     |                     | 8  |                   |                   |  |  |                   |                   |  |  |                   |                   |  |
|  | Крис Вејклин (20)   | 10                  |                     |    |                   |                   |  |  |                   |                   |  |  |                   |                   |  |
|  | Крис Вејклин (20)   | 10                  | Крис Вејклин (20)   | 13 |                   |                   |  |  |                   |                   |  |  |                   |                   |  |
|  | 20. и 21. април     |                     | Крис Вејклин (20)   | 13 |                   |                   |  |  |                   |                   |  |  |                   |                   |  |
|  |                     | Марк Ален (8)       | 6                   |    |                   |                   |  |  |                   |                   |  |  |                   |                   |  |
|  | Марк Ален (8)       | Марк Ален (8)       | 6                   | 10 |                   |                   |  |  |                   |                   |  |  |                   |                   |  |
|  | Марк Ален (8)       |                     | 1, 2. и 3. мај      | 10 |                   |                   |  |  |                   |                   |  |  |                   |                   |  |
|  | Фан Женгу (46)      | 6                   |                     |    |                   |                   |  |  |                   |                   |  |  |                   |                   |  |
|  | Фан Женгу (46)      | 6                   | Жао Синтонг (а)     | 17 |                   |                   |  |  |                   |                   |  |  |                   |                   |  |
|  | 22. и 23. април     |                     | Жао Синтонг (а)     | 17 |                   |                   |  |  |                   |                   |  |  |                   |                   |  |
|  |                     | Рони О'Саливен (5)  | 7                   |    |                   |                   |  |  |                   |                   |  |  |                   |                   |  |
|  | Рони О'Саливен (5)  | Рони О'Саливен (5)  | 7                   | 10 |                   |                   |  |  |                   |                   |  |  |                   |                   |  |
|  | Рони О'Саливен (5)  | 26, 27. и 28. април |                     | 10 |                   |                   |  |  |                   |                   |  |  |                   |                   |  |
|  | Али Картер (18)     | 5                   |                     |    |                   |                   |  |  |                   |                   |  |  |                   |                   |  |
|  | Али Картер (18)     | 5                   | Рони О'Саливен (5)  | 13 |                   |                   |  |  |                   |                   |  |  |                   |                   |  |
|  | 22. и 23. април     |                     | Рони О'Саливен (5)  | 13 |                   |                   |  |  |                   |                   |  |  |                   |                   |  |
|  |                     | Панг Јушу (27)      | 4                   |    |                   |                   |  |  |                   |                   |  |  |                   |                   |  |
|  | Жанг Анда (12)      | Панг Јушу (27)      | 4                   | 7  |                   |                   |  |  |                   |                   |  |  |                   |                   |  |
|  | Жанг Анда (12)      |                     | 29. и 30. април     | 7  |                   |                   |  |  |                   |                   |  |  |                   |                   |  |
|  | Панг Јушу (27)      | 10                  |                     |    |                   |                   |  |  |                   |                   |  |  |                   |                   |  |
|  | Панг Јушу (27)      | 10                  | Рони О'Саливен (5)  | 13 |                   |                   |  |  |                   |                   |  |  |                   |                   |  |
|  | 21. и 22. април     |                     | Рони О'Саливен (5)  | 13 |                   |                   |  |  |                   |                   |  |  |                   |                   |  |
|  |                     | Си Ђахуј (13)       | 9                   |    |                   |                   |  |  |                   |                   |  |  |                   |                   |  |
|  | Си Ђахуј (13)       | Си Ђахуј (13)       | 9                   | 10 |                   |                   |  |  |                   |                   |  |  |                   |                   |  |
|  | Си Ђахуј (13)       | 26, 27. и 28. април |                     | 10 |                   |                   |  |  |                   |                   |  |  |                   |                   |  |
|  | Дејвид Гилберт (23) | 6                   |                     |    |                   |                   |  |  |                   |                   |  |  |                   |                   |  |
|  | Дејвид Гилберт (23) | 6                   | Си Ђахуј (13)       | 13 |                   |                   |  |  |                   |                   |  |  |                   |                   |  |
|  | 23. и 24. април     |                     | Си Ђахуј (13)       | 13 |                   |                   |  |  |                   |                   |  |  |                   |                   |  |
|  |                     | Бен Вуластон (44)   | 10                  |    |                   |                   |  |  |                   |                   |  |  |                   |                   |  |
|  | Марк Селби (4)      | Бен Вуластон (44)   | 10                  | 8  |                   |                   |  |  |                   |                   |  |  |                   |                   |  |
|  | Марк Селби (4)      |                     |                     | 8  |                   |                   |  |  |                   |                   |  |  |                   |                   |  |
|  | Бен Вуластон (44)   | 10                  |                     |    |                   |                   |  |  |                   |                   |  |  |                   |                   |  |
|  | Бен Вуластон (44)   | 10                  |                     |    |                   |                   |  |  |                   |                   |  |  |                   |                   |  |
|  | 21. април           |                     |                     |    |                   |                   |  |  |                   |                   |  |  |                   |                   |  |
|  |                     |                     |                     |    |                   |                   |  |  |                   |                   |  |  |                   |                   |  |
|  | Џон Хигинс (3)      | 10                  |                     |    |                   |                   |  |  |                   |                   |  |  |                   |                   |  |
|  | Џон Хигинс (3)      | 10                  | 24, 25. и 26. април |    |                   |                   |  |  |                   |                   |  |  |                   |                   |  |
|  | Џо О'Конор (30)     | 7                   |                     |    |                   |                   |  |  |                   |                   |  |  |                   |                   |  |
|  | Џо О'Конор (30)     | 7                   | Џон Хигинс (3)      | 13 |                   |                   |  |  |                   |                   |  |  |                   |                   |  |
|  | 19. и 20. април     |                     | Џон Хигинс (3)      | 13 |                   |                   |  |  |                   |                   |  |  |                   |                   |  |
|  |                     | Жао Гудонг (14)     | 12                  |    |                   |                   |  |  |                   |                   |  |  |                   |                   |  |
|  | Жао Гудонг (14)     | Жао Гудонг (14)     | 12                  | 10 |                   |                   |  |  |                   |                   |  |  |                   |                   |  |
|  | Жао Гудонг (14)     |                     | 29. и 30. април     | 10 |                   |                   |  |  |                   |                   |  |  |                   |                   |  |
|  | Метју Селт (34)     | 4                   |                     |    |                   |                   |  |  |                   |                   |  |  |                   |                   |  |
|  | Метју Селт (34)     | 4                   | Џон Хигинс (3)      | 12 |                   |                   |  |  |                   |                   |  |  |                   |                   |  |
|  | 19. и 20. април     |                     | Џон Хигинс (3)      | 12 |                   |                   |  |  |                   |                   |  |  |                   |                   |  |
|  |                     | Марк Вилијамс (6)   | 13                  |    |                   |                   |  |  |                   |                   |  |  |                   |                   |  |
|  | Бари Хокинс (11)    | Марк Вилијамс (6)   | 13                  | 9  |                   |                   |  |  |                   |                   |  |  |                   |                   |  |
|  | Бари Хокинс (11)    | 25. и 26. април     |                     | 9  |                   |                   |  |  |                   |                   |  |  |                   |                   |  |
|  | Хосеин Вафеј (24)   | 10                  |                     |    |                   |                   |  |  |                   |                   |  |  |                   |                   |  |
|  | Хосеин Вафеј (24)   | 10                  | Хосеин Вафеј (24)   | 10 |                   |                   |  |  |                   |                   |  |  |                   |                   |  |
|  | 19. и 20. април     |                     | Хосеин Вафеј (24)   | 10 |                   |                   |  |  |                   |                   |  |  |                   |                   |  |
|  |                     | Марк Вилијамс (6)   | 13                  |    |                   |                   |  |  |                   |                   |  |  |                   |                   |  |
|  | Марк Вилијамс (6)   | Марк Вилијамс (6)   | 13                  | 10 |                   |                   |  |  |                   |                   |  |  |                   |                   |  |
|  | Марк Вилијамс (6)   |                     | 1, 2. и 3. мај      | 10 |                   |                   |  |  |                   |                   |  |  |                   |                   |  |
|  | Ву Јизе (22)        | 8                   |                     |    |                   |                   |  |  |                   |                   |  |  |                   |                   |  |
|  | Ву Јизе (22)        | 8                   | Марк Вилијамс (6)   | 17 |                   |                   |  |  |                   |                   |  |  |                   |                   |  |
|  | 23. и 24. април     |                     | Марк Вилијамс (6)   | 17 |                   |                   |  |  |                   |                   |  |  |                   |                   |  |
|  |                     | Џад Трамп (2)       | 14                  |    |                   |                   |  |  |                   |                   |  |  |                   |                   |  |
|  | Лука Бресел (7)     | Џад Трамп (2)       | 14                  | 10 |                   |                   |  |  |                   |                   |  |  |                   |                   |  |
|  | Лука Бресел (7)     | 26, 27. и 28. април |                     | 10 |                   |                   |  |  |                   |                   |  |  |                   |                   |  |
|  | Рајан Деј (36)      | 7                   |                     |    |                   |                   |  |  |                   |                   |  |  |                   |                   |  |
|  | Рајан Деј (36)      | 7                   | Лука Бресел (7)     | 13 |                   |                   |  |  |                   |                   |  |  |                   |                   |  |
|  | 21. и 22. април     |                     | Лука Бресел (7)     | 13 |                   |                   |  |  |                   |                   |  |  |                   |                   |  |
|  |                     | Динг Жунвеј (10)    | 4                   |    |                   |                   |  |  |                   |                   |  |  |                   |                   |  |
|  | Динг Жунвеј (10)    | Динг Жунвеј (10)    | 4                   | 10 |                   |                   |  |  |                   |                   |  |  |                   |                   |  |
|  | Динг Жунвеј (10)    |                     | 29. и 30. април     | 10 |                   |                   |  |  |                   |                   |  |  |                   |                   |  |
|  | Зек Шурети (73)     | 7                   |                     |    |                   |                   |  |  |                   |                   |  |  |                   |                   |  |
|  | Зек Шурети (73)     | 7                   | Лука Бресел (7)     | 8  |                   |                   |  |  |                   |                   |  |  |                   |                   |  |
|  | 22. и 23. април     |                     | Лука Бресел (7)     | 8  |                   |                   |  |  |                   |                   |  |  |                   |                   |  |
|  |                     | Џад Трамп (2)       | 13                  |    |                   |                   |  |  |                   |                   |  |  |                   |                   |  |
|  | Шон Марфи (15)      | Џад Трамп (2)       | 13                  | 10 |                   |                   |  |  |                   |                   |  |  |                   |                   |  |
|  | Шон Марфи (15)      | 27. и 28. април     |                     | 10 |                   |                   |  |  |                   |                   |  |  |                   |                   |  |
|  | Данијел Велс (49)   | 4                   |                     |    |                   |                   |  |  |                   |                   |  |  |                   |                   |  |
|  | Данијел Велс (49)   | 4                   | Шон Марфи (15)      | 10 |                   |                   |  |  |                   |                   |  |  |                   |                   |  |
|  | 22. и 23. април     |                     | Шон Марфи (15)      | 10 |                   |                   |  |  |                   |                   |  |  |                   |                   |  |
|  |                     | Џад Трамп (2)       | 13                  |    |                   |                   |  |  |                   |                   |  |  |                   |                   |  |
|  | Џад Трамп (2)       | Џад Трамп (2)       | 13                  | 10 |                   |                   |  |  |                   |                   |  |  |                   |                   |  |
|  | Џад Трамп (2)       |                     |                     | 10 |                   |                   |  |  |                   |                   |  |  |                   |                   |  |
|  | Жу Јуелон (32)      | 4                   |                     |    |                   |                   |  |  |                   |                   |  |  |                   |                   |  |
|  | Жу Јуелон (32)      | 4                   |                     |    |                   |                   |  |  |                   |                   |  |  |                   |                   |  |

### Финале
| Финале (бољи у 35 партија) Крусибл театар, Шефилд; 4. и 5. мај 2025; Судија меча: Десислава Божилова    |                     |                     |                     |                      |                      |                      |                     |                     |                     |                     |
| Жао Синтонг (а)                                                                                         | Жао Синтонг (а)     | Жао Синтонг (а)     | Жао Синтонг (а)     | 18-12                | 18-12                | 18-12                | Марк Вилијамс (6)   | Марк Вилијамс (6)   | Марк Вилијамс (6)   | Марк Вилијамс (6)   |
| Играч                                                                                                   | Прва сесија: 7-1    | Прва сесија: 7-1    | Прва сесија: 7-1    | Прва сесија: 7-1     | Прва сесија: 7-1     | Прва сесија: 7-1     | Прва сесија: 7-1    | Прва сесија: 7-1    | Прва сесија: 7-1    | Прва сесија: 7-1    |
| Партија                                                                                                 | 1                   | 2                   | 3                   | 4                    | 5                    | 6                    | 7                   | 8                   | 9                   | 10                  |
| Жао | 141 (51, 77)        | 100 (100)           | 47                  | 28                   | 77 (57)              | 71                   | 119 (104)           | 95 (83)             | НИ                  | НИ                  |
| Вилијамс                                                                                                | 0                   | 38                  | 44                  | 66                   | 49                   | 61 (61)              | 0                   | 0                   | НИ                  | НИ                  |
| Играч                                                                                                   | Друга сесија: 4-5   | Друга сесија: 4-5   | Друга сесија: 4-5   | Друга сесија: 4-5    | Друга сесија: 4-5    | Друга сесија: 4-5    | Друга сесија: 4-5   | Друга сесија: 4-5   | Друга сесија: 4-5   | Друга сесија: 4-5   |
| Партија                                                                                                 | 1                   | 2                   | 3                   | 4                    | 5                    | 6                    | 7                   | 8                   | 9                   | 10                  |
| Жао | 0                   | 8                   | 85 (71)             | 74 (56)              | 14                   | 0                    | 96 (96)             | 71 (71)             | 43                  | НИ                  |
| Вилијамс                                                                                                | 86 (86)             | 65                  | 9                   | 0                    | 62                   | 72 (72)              | 23                  | 63 (63)             | 71                  | НИ                  |
| Играч                                                                                                   | Трећа сесија: 6-2   | Трећа сесија: 6-2   | Трећа сесија: 6-2   | Трећа сесија: 6-2    | Трећа сесија: 6-2    | Трећа сесија: 6-2    | Трећа сесија: 6-2   | Трећа сесија: 6-2   | Трећа сесија: 6-2   | Трећа сесија: 6-2   |
| Партија                                                                                                 | 1                   | 2                   | 3                   | 4                    | 5                    | 6                    | 7                   | 8                   | 9                   | 10                  |
| Жао | 76                  | 18                  | 65 (58)             | 85                   | 104 (52)             | 14                   | 79 (67)             | 63                  | НИ                  | НИ                  |
| Вилијамс                                                                                                | 5                   | 66                  | 7                   | 45                   | 1                    | 84 (66)              | 26                  | 36                  | НИ                  | НИ                  |
| Играч                                                                                                   | Четврта сесија: 1-4 | Четврта сесија: 1-4 | Четврта сесија: 1-4 | Четврта сесија: 1-4  | Четврта сесија: 1-4  | Четврта сесија: 1-4  | Четврта сесија: 1-4 | Четврта сесија: 1-4 | Четврта сесија: 1-4 | Четврта сесија: 1-4 |
| Партија                                                                                                 | 1                   | 2                   | 3                   | 4                    | 5                    | 6                    | 7                   | 8                   | 9                   | 10                  |
| Жао | 30                  | 1                   | 6                   | 0                    | 110 (87)             | НИ                   | НИ                  | НИ                  | НИ                  | НИ                  |
| Вилијамс                                                                                                | 101 (101)           | 62                  | 96                  | 73 (73)              | 8                    | НИ                   | НИ                  | НИ                  | НИ                  | НИ                  |
| 104 | 104                 | 104                 | 104                 | највећи брејк        | највећи брејк        | највећи брејк        | 101                 | 101                 | 101                 | 101                 |
| 2 | 2                   | 2                   | 2                   | троцифрених брејкова | троцифрених брејкова | троцифрених брејкова | 1                   | 1                   | 1                   | 1                   |
| 14 | 14                  | 14                  | 14                  | брејкова преко 50    | брејкова преко 50    | брејкова преко 50    | 8                   | 8                   | 8                   | 8                   |
| Жао Синтонг осваја Светско првенство у снукеру 2025. победник у партији (највећи брејк) НИ = није игран |                     |                     |                     |                      |                      |                      |                     |                     |                     |                     |

## Троцифрени брејкови
Укупно је направљено 106 троцифрених брејкова. Највећи брејк на турниру направио је Марк Ален који је у мечу са Крисом Вејклином нанизао максимални брејк. Највише троцифрених брејкова направио је Џад Трамп, укупно 14.
- 147, 105, 102, 102, 100 – Марк Ален
- 142, 128, 115, 112, 104, 100 – Жао Синтонг
- 141, 116, 110, 107 – Динг Жунвеј
- 138, 133, 112, 103, 100 – Шон Марфи
- 136, 120 – Ву Јизе
- 136, 110, 109, 104 – Зек Шурети
- 136, 106 –  Кајрен Вилсон
- 135, 131, 123, 121, 117, 107, 105 – Рони О'Саливен
- 135, 100 – Марк Селби
- 132, 123, 115, 110, 107, 104 – Хосеин Вафеј
- 132, 117, 116, 116, 115, 114, 114, 113, 110, 109, 106, 106, 104, 100 – Џад Трамп
- 131, 129, 114, 114, 101 – Џон Хигинс
- 131, 115, 109 – Денијел Велс
- 131, 106 – Мајту Селт
- 130, 120 – Леј Пеифан
- 128, 121, 114, 104, 100 – Лука Бресел
- 126, 101, 100 – Си Ђахуј
- 126, 101 – Рајан Деј
- 123, 122, 116, 115, 105, 104, 101, 101, 100 – Марк Вилијамс
- 120, 114, 109 – Жао Гудонг
- 119, 111, 102 – Панг Јушу
- 119, 108 – Крис Вејклин
- 117, 100 – Нил Робертсон
- 110, 100 – Бен Вуластон
- 107 – Али Картер
- 106 – Бари Хокинс
- 104, 102 – Давид Гилберт
- 103 – Фан Женгју
- 100 – Џек Џоунс
- 100 – Џо О'Конор